# Sonic Highways
Sonic Highways – ósmy album studyjny amerykańskiej rockowej grupy Foo Fighters, który ukazał się 10 listopada 2014 roku nakładem wytwórni RCA Records. Produkcją płyty zajął się Butch Vig. Tytuł, lista utworów oraz data wydania zostały oficjalnie ogłoszone 11 sierpnia 2014 roku. Premiera serialu stacji HBO pt. Sonic Highways oraz pierwszego singla promującego album odbyły się 17 października 2014 roku.
Wydanie winylowe miało ukazać się wraz z dziewięcioma różnymi okładkami do wyboru, które dostępne miału być jednak wyłącznie dla osób, które zamówiły pre-order na oficjalnej stronie internetowej Foo Fighters. Każdy z ośmiu znajdujących się na płycie utworów nagrany został w innym amerykańskim mieście: Austin, Chicago, Los Angeles, Nashville, Nowym Orleanie, Nowym Jorku, Seattle oraz Waszyngtonie. Alternatywne okładki winyli prezentują właśnie każde spośród tych ośmiu miast.

## Nagrywanie
Po zakończeniu trasy promującej siódmą płytę pt. Wasting Light zespół ogłosił tymczasowe zawieszenie działalności, jednak mimo to w styczniu 2013 roku Grohl przyznał, że grupa rozpoczęła pisanie materiału na ósmy album studyjny. 20 stycznia 2013 roku podczas gali Brit Awards Grohl poinformował, że następnego dnia ma zamiar polecieć do Stanów Zjednoczonych, by zacząć pracę nad nową płytą. W sierpniu 2013 roku w wywiadzie ze stacją radiową XFM Grohl poinformował, że premiera kolejnego albumu grupy przewidziana jest na 2014 roku. Stwierdził: „Cóż, powiem wam, że siedzieliśmy w naszym studiu i tworzyliśmy i w ciągu ostatnich kilku tygodni napisaliśmy cały album, a teraz zamierzamy nagrać go w sposób, w jaki nikt nigdy wcześniej tego nie dokonał i jesteśmy tym bardzo podekscytowani… Trochę do tego daleko – to nie może stać się już teraz – ale myślę, że kolejny rok będzie bardzo ważny dla Foo Fighters, bez dwóch zdań”.
6 września 2013 roku Shiflett umieścił na swoim profilu w serwisie społecznościowym Instagram fotografię, która wskazywała, że nagrano już 13 kompozycji na nowy album. Ponadto Rami Jaffee nagrał partie dla trzech utworów, z których jeden zatytułowany został „In The Way”. Z kolei producent Butch Vig, który wyprodukował ostatnią płytę Foo Fighters pt. Wasting Light, potwierdził, że będzie pracować także przy Sonic Highways. 30 lipca 2014 roku Vig ujawnił, że zespół zakończył już proces nagrywania oraz miksowania nowego materiału i dodał, że zostanie on wydany miesiąc po premierze serialu Sonic Highways. W sierpniu 2014 roku w komunikacie prasowym Grohl opowiedział więcej o nowej płycie: „Album ten od razu zostanie rozpoznany jako jedno z nagrań Foo Fighters, jednak jest w tym też coś głębszego i bardziej muzycznego. Wydaje mi się, że te miasta i ci ludzie natchnęli nas do otwarcia się i poznania nowych terenów, jednak w taki sposób, by nie utracić naszego ‘brzmienia’”.

## Promocja
16 stycznia 2014 roku na oficjalnym fanpage'u Foo Fighters na portalu społecznościowym Facebook opublikowana została fotografia przedstawiająca kilka taśm matek, które opisane były jako „LP 8”. 15 maja 2014 roku ogłoszono, że ósmy album zespołu będzie mieć swoją premierę w listopadzie 2014 roku i Foo Fighters zamierza udokumentować świętowanie swojego dwudziestolecia oraz wydanie nowej płyty w reżyserowanym przez Dave’a Grohla serialu stacji HBO pt. Sonic Highways. 11 sierpnia 2014 roku potwierdzono, że nowy album także będzie nosić tytuł Sonic Highways i ukaże się 10 listopada 2014 roku.

## Lista utworów
| Nr | Tytuł utworu                           | Długość |
| -- | -------------------------------------- | ------- |
| 1. | „Something from Nothing”               | 4:49    |
| 2. | „The Feast and the Famine”             | 3:50    |
| 3. | „Congregation”                         | 5:12    |
| 4. | „What Did I Do?” / „God as My Witness” | 5:44    |
| 5. | „Outside”                              | 5:15    |
| 6. | „In the Clear”                         | 4:04    |
| 7. | „Subterranean”                         | 6:08    |
| 8. | „I Am a River”                         | 7:09    |
|    |                                        | 42:11   |

## Twórcy
| Zespół Foo Fighters w składzie - Dave Grohl – wokal, gitara rytmiczna - Pat Smear – gitara rytmiczna - Nate Mendel – gitara basowa - Taylor Hawkins – perkusja, wokal wspierający - Chris Shiflett – gitara prowadząca | Inni muzycy - Rami Jaffee – keyboard - Rick Nielsen – gitara (1) - Joe Walsh – gitara - Joan Jett – gitara - Gary Clark Jr. – gitara - Preservation Hall Jazz Band – puzon, trąbka, tuba, saksofon altowy, perkusja, fortepian |